# Calyptopogon albitarsis
Calyptopogon albitarsis är en tvåvingeart som beskrevs av Jean-Jacques Kieffer 1910. Calyptopogon albitarsis ingår i släktet Calyptopogon och familjen svidknott. Inga underarter finns listade i Catalogue of Life.